# Cirro
In meteorologia, il cirro (abbreviazione Ci) è un tipo di nube presente nell'alta troposfera (da 5000 m di altitudine fino a 13000 m nelle regioni temperate) sotto forma di filamenti bianchi o di chiazze biancastre disposte in strette bande, dall'aspetto filamentoso o setoso (da cui il nome ufficiale latino cirrus, ossia "ricciolo" o "ciocca di capelli arricciata").
Nelle regioni polari l'estensione dei cirri varia tra i 3000 m e i 8000 m mentre in quelle tropicali tra i 6000 m e i 18000 m circa.

## Descrizione
Durante il giorno i cirri non troppo vicini all'orizzonte hanno sempre una colorazione bianca o biancastra. I caratteristici ciuffi dall'aspetto tondeggiante si formano generalmente in cieli limpidi e possono essere accompagnati da scie dall'aspetto fibroso. Col trascorrere del tempo i ciuffi si dissolvono lentamente e rimangono solo queste ultime.
Al tramonto, quando il Sole è basso rispetto all'orizzonte, il loro colore varia dal bianco originario passando dapprima per il giallo, poi per il rosa, il rosso e, infine – quando non più illuminati – al grigio. All'alba la transizione avviene al contrario. Ciò è dovuto alla rifrazione subita dalla luce solare mentre attraversa spessi strati di atmosfera, che filtra le componenti blu e verdi dello spettro visibile.
Sono formati quasi esclusivamente da piccoli cristalli di ghiaccio la cui densità è così bassa da rendere queste nubi trasparenti alla luce solare. Cirri dall'aspetto denso o in ciuffi possono contenere cristalli di dimensioni maggiori e svilupparsi anche sul piano verticale. Raramente può avvenire che i cristalli si fondano con minuscole gocce d'acqua sopraffuse; in tal caso le scie assumono una colorazione grigiastra e possono dar origine anche ad arcobaleni. I cirri possono originare aloni ma il loro basso spessore non riesce quasi mai a generare un anello di luce completo.
L'aspetto irregolare dei cirri è dovuto alle forti variazioni del vento (wind shear) e dalla diversa grandezza dei cristalli di ghiaccio che li compongono.
La comparsa di cirri in gran numero che invadono progressivamente il cielo, generalmente preannuncia l'arrivo di un fronte caldo entro 15 ore, accompagnato da precipitazioni spesso persistenti, oppure la fine di un'attività temporalesca (in questo caso sono detti anche "falsi cirri").
Al contrario, i cosiddetti cirri del bel tempo – che compaiono in situazioni di atmosfera stabile – si distinguono per la ristretta estensione, la struttura irregolare e il moto più lento.

## Specie
In base alla forma assunta, ogni cirro può appartenere ad una delle seguenti cinque specie (tra parentesi è indicata l'abbreviazione associata):
- Cirrus castellanus (Ci cas);
- Cirrus fibratus (Ci fib);
- Cirrus floccus (Ci flo);
- Cirrus spissatus (Ci spi);
- Cirrus uncinus (Ci unc).

## Varietà
Le varietà riscontrabili tra i cirri sono le seguenti quattro:
- Cirrus duplicatus (Ci du);
- Cirrus intortus (Ci in);
- Cirrus radiatus (Ci ra).
- Cirrus vertebratus (Ci ve);

Ognuna di esse può apparire in concomitanza con le altre (ad esempio: Cirrus intortus vertebratus).

## Caratteristiche supplementari e nubi accessorie
I cirri possono presentare talvolta la caratteristica supplementare denominata mamma.

## Effetti sul clima
I cirri coprono fino al 25% della terra (fino al 70% nelle regioni tropicali) ed hanno un effetto netto di riscaldamento nelle ore notturne. Recentemente alcuni studi hanno messo in evidenza che, durante il giorno, i cirri sono l'unico tipo di nube che può sia riscaldare che raffreddare il sistema terra-atmosfera. Questa dualità dipende principalmente dalla posizione del sole e quindi implicitamente dalla latitudine. 
Quando sono sottili e trasparenti, questi corpi nuvolosi assorbono efficacemente la radiazione infrarossa dalla terra, mentre hanno un effetto marginale di schermo ai raggi solari. Quando essi hanno uno spessore di 100 m essi riflettono solo il 9% dei raggi solari incidenti, ma impediscono quasi del 50% l'irradiazione nello spazio dei raggi infrarossi emessi dalla terra, determinando così un aumento della temperatura atmosferica sotto le nuvole di una media di circa 10 °C—
Un processo noto come effetto serra. Mediamente nel mondo, la formazione di nubi comporta una perdita di temperature di 5 °C sulla superficie terrestre, principalmente a causa degli stratocumuli.

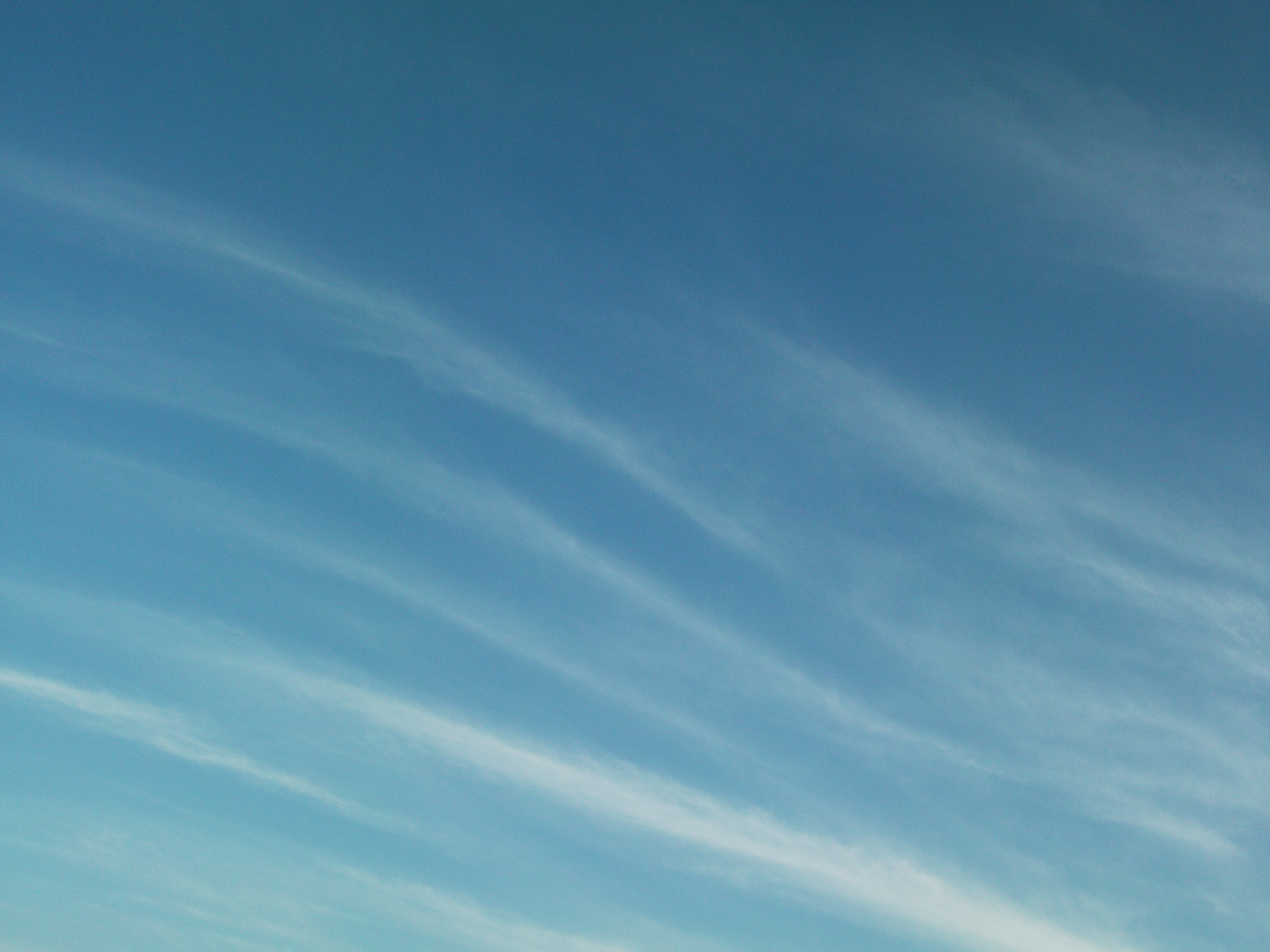
Cirrus fibratus

Come conseguenza del loro effetto riscaldante quando sono relativamente sottili, ai cirri è stata imputata una parziale responsabilità del riscaldamento globale.
Alcuni scienziati hanno ipotizzato che il riscaldamento globale possa causare l'aumento della copertura delle nuvole molto sottili, aumentando così la temperatura e l'umidità. Questo, a sua volta, provocherebbe l'aumento della copertura dei cirri, creando una circolo vizioso che tende ad amplificare gli effetti del fenomeno stesso ("retroazione positiva" o positive feedback). La previsione, secondo questa ipotesi, è che i cirri si sposterebbero più in alto con l'aumento della temperatura, aumentando così il volume dell'aria sottostante le nubi e la quantità di radiazione infrarossa riflessa sulla superficie terrestre. In aggiunta, questa ipotesi suggerisce che l'aumento di temperatura porti ad un incremento delle dimensioni dei cristalli di ghiaccio nei cirri, provocando un equilibrio fra l'incremento della riflessione sulla terra dei raggi infrarossi emessi dalla stessa e quella nello spazio dei raggi solari incidenti.
Nel 2001 lo scienziato Richard Lindzen formulò in proposito l'ipotesi Iris, in base alla quale l'incremento nella temperatura della superficie marina nei tropici provocherebbe una diminuzione nella formazione dei cirri e quindi un incremento del calore disperso dalla terra nello spazio con la radiazione infrarossa.
Tale ipotesi, contestata da altri scienziati, avrebbe trovato conferma in un successivo studio, pubblicato nel 2007 e condotto dallo scienziato dell'atmosfera Roy Spencer ed altri, con l'utilizzo di moderne misure satellitari.

## Galleria d'immagini

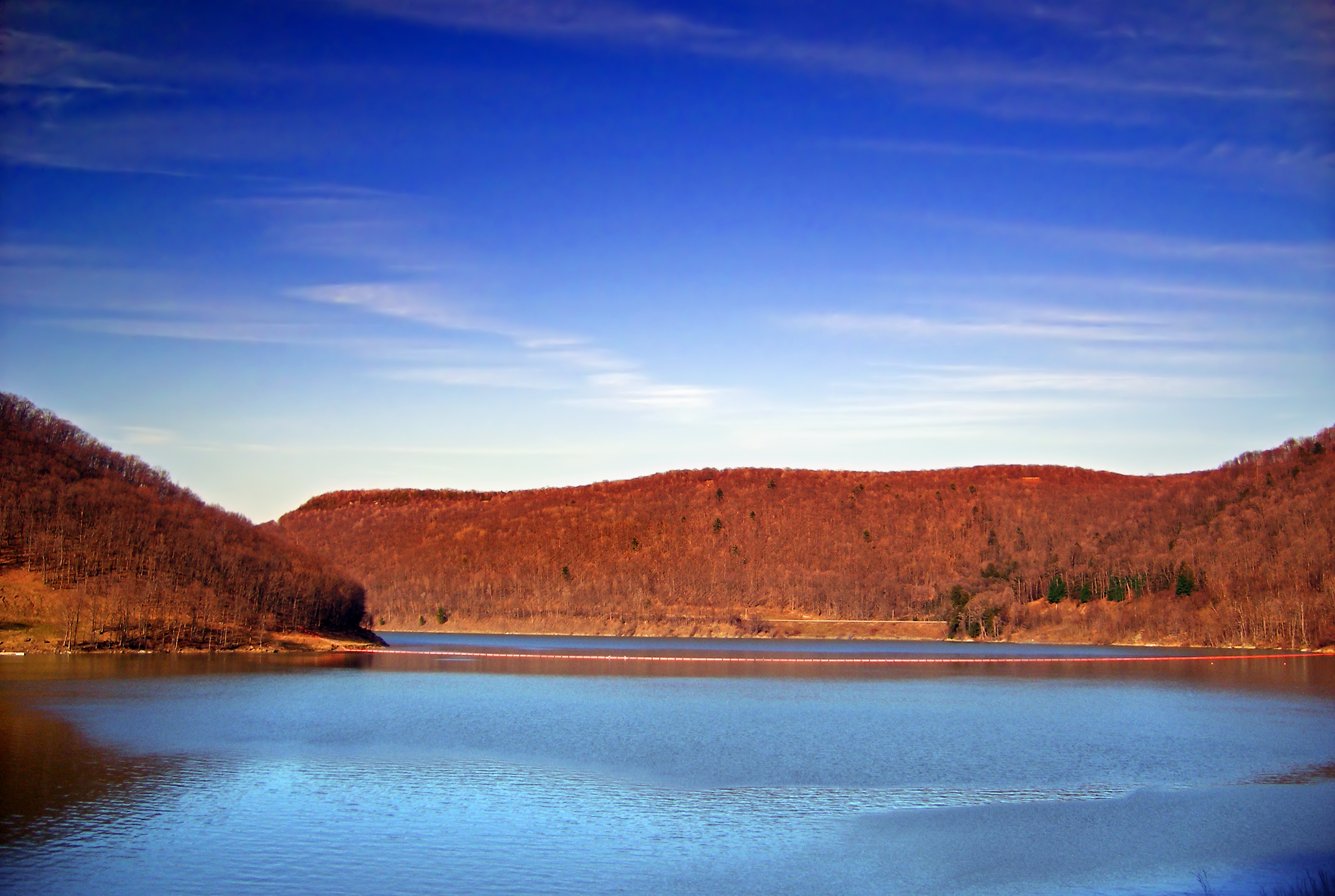
Cirrus fibratus fotografati in Pennsylvania
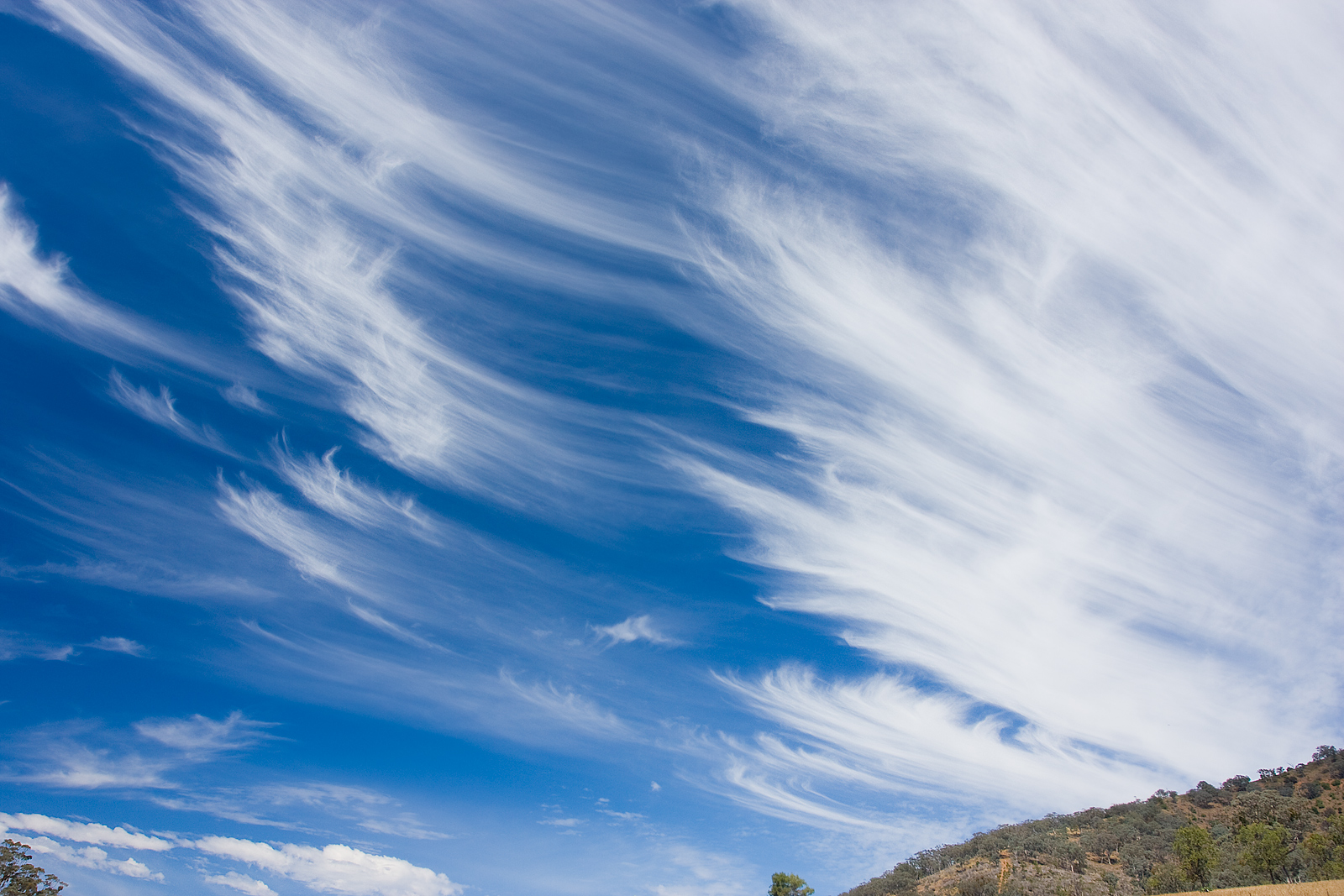
Cirrus uncinus ben definiti
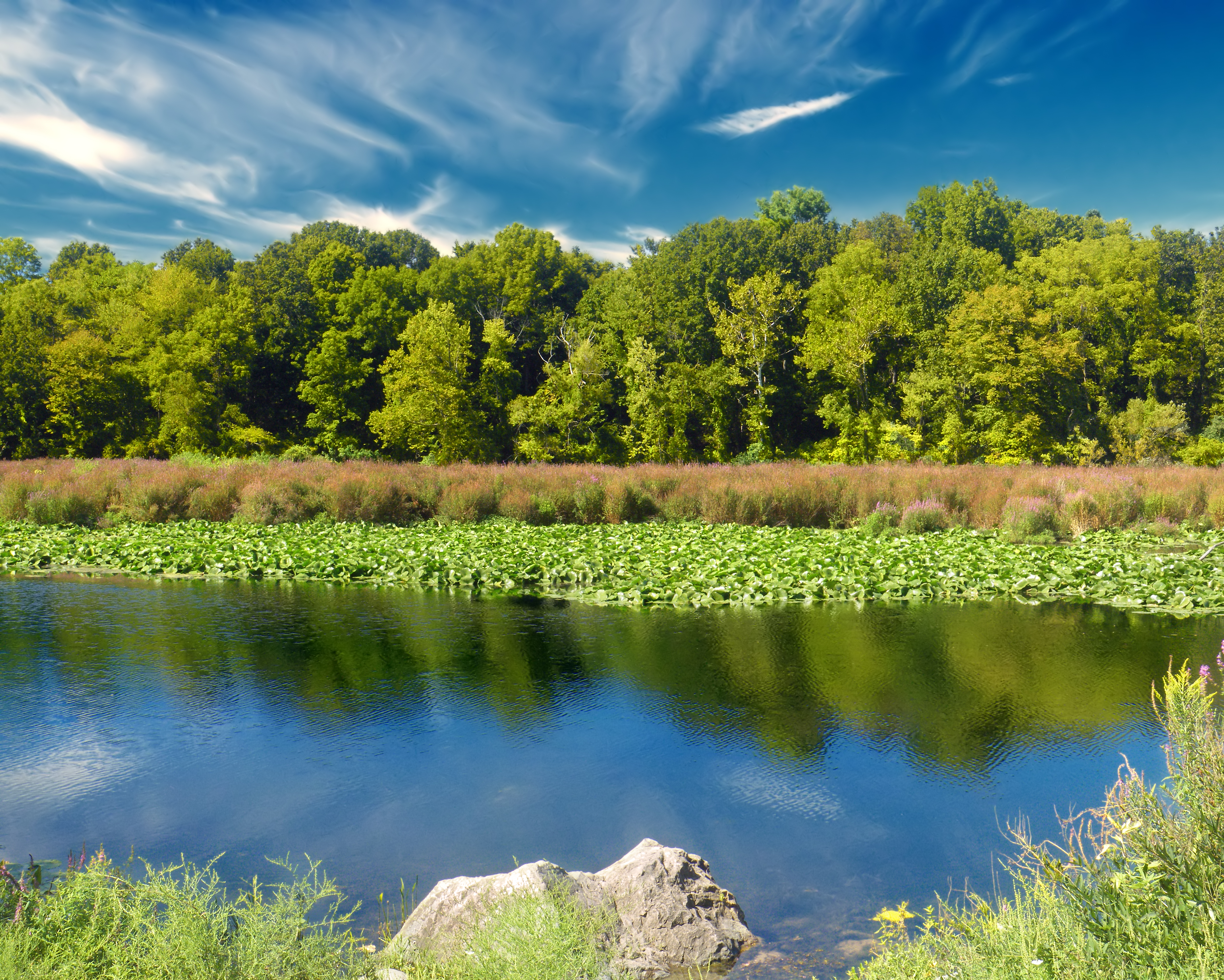
Cirrus uncinus radiatus
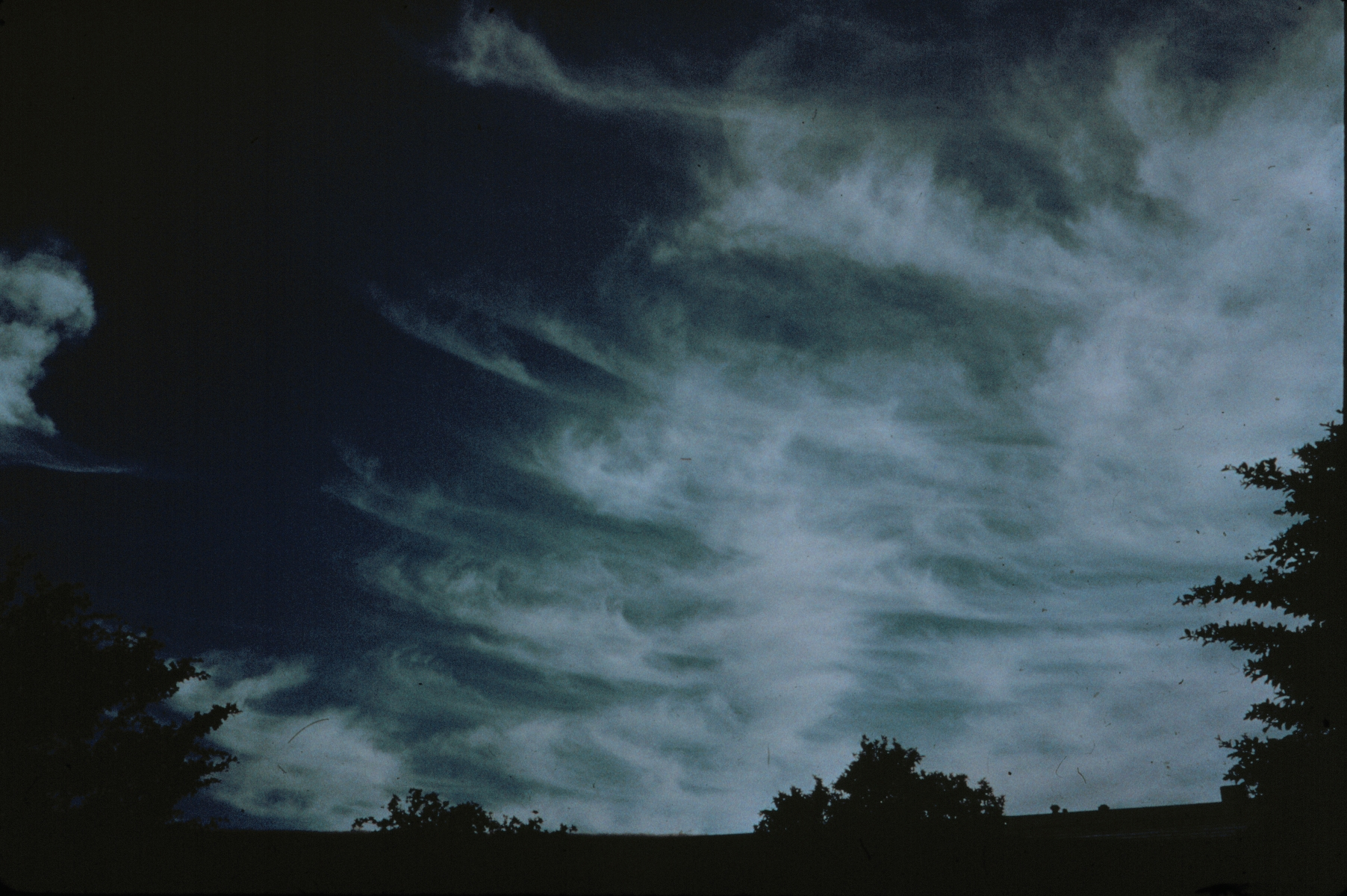
Cirrus uncinus, in questo caso disposti parallelamente
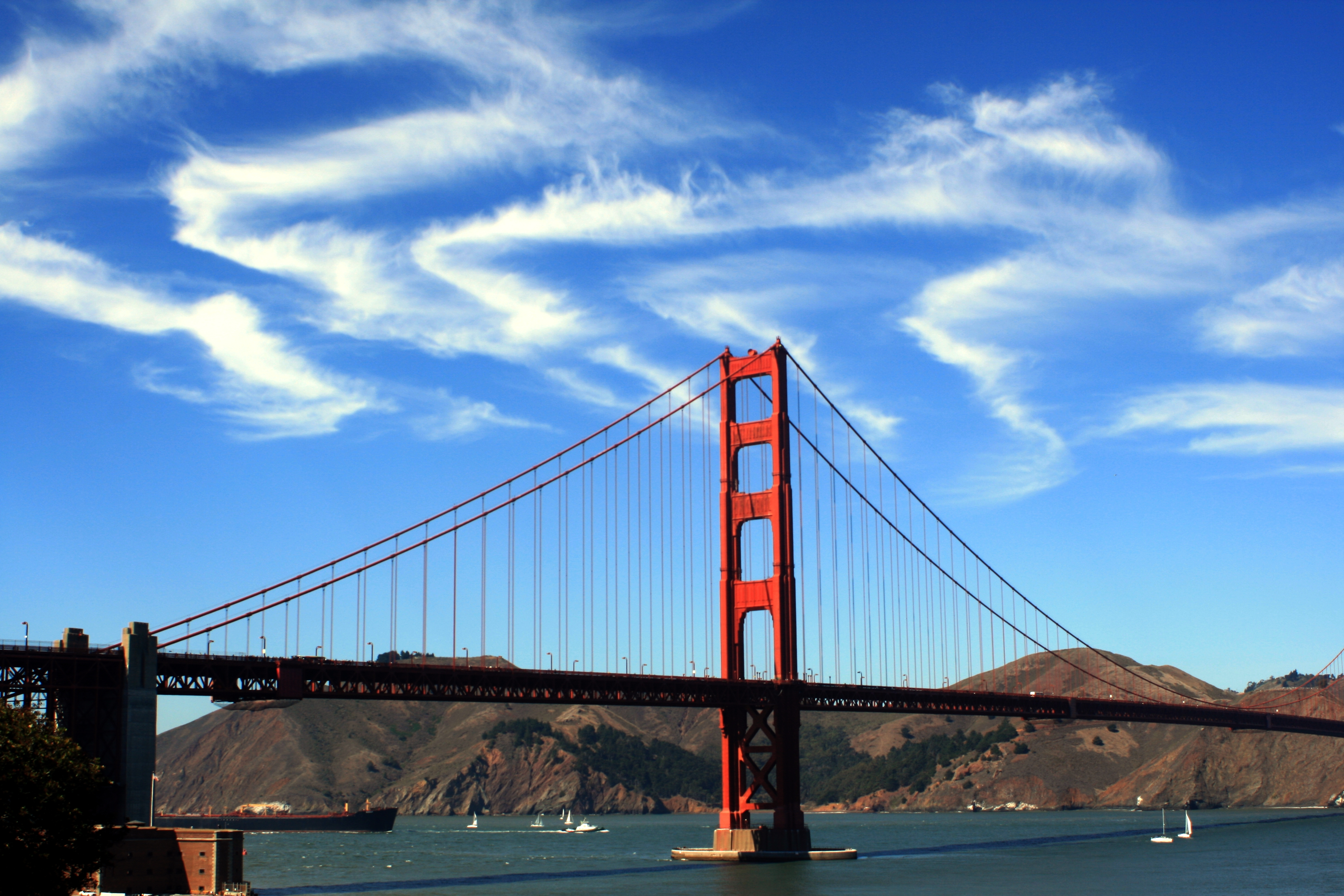
Cirri sul Golden Gate Bridge
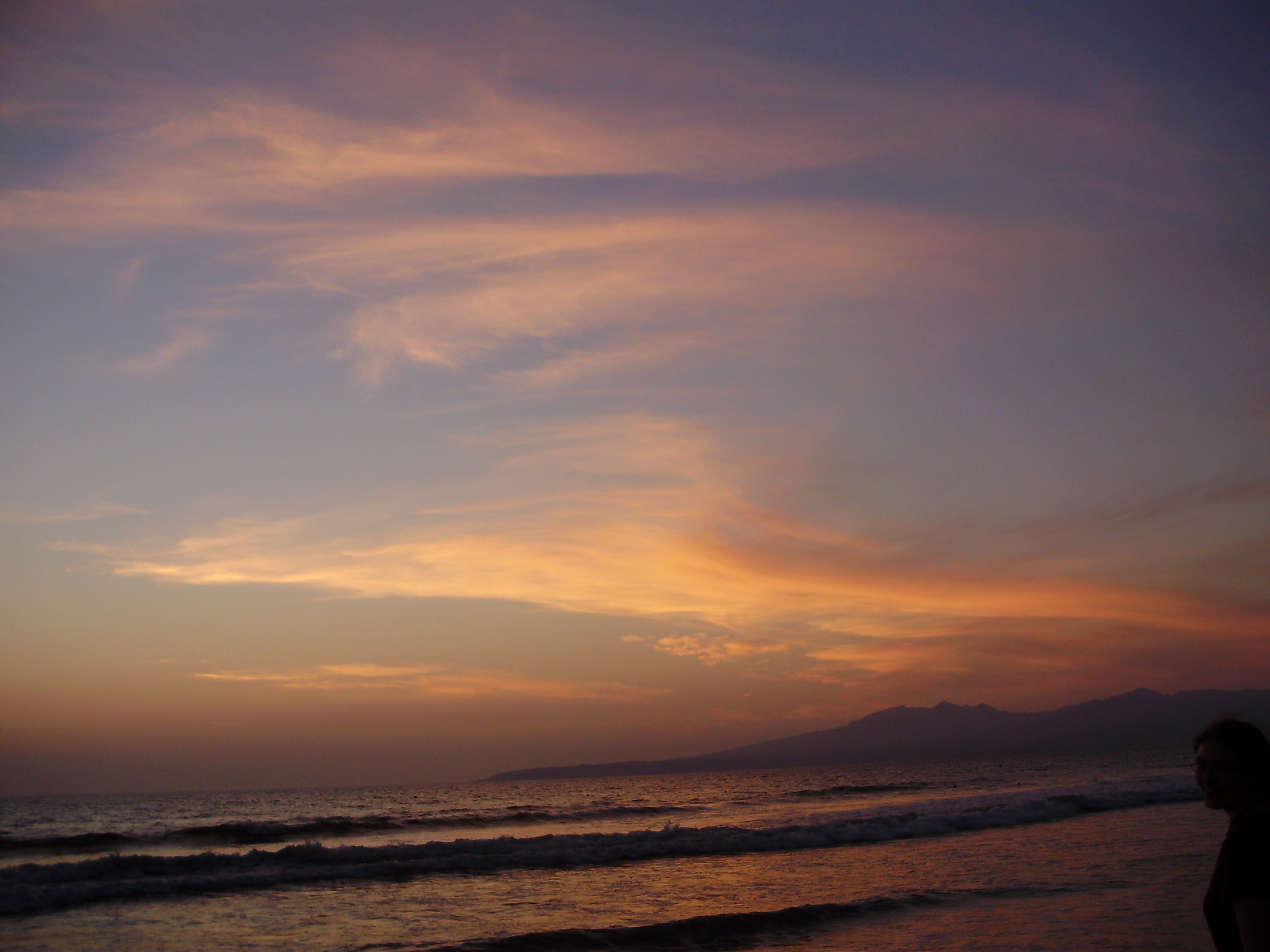
Cirri al crepuscolo sulla spiaggia di Puerto Vallarta
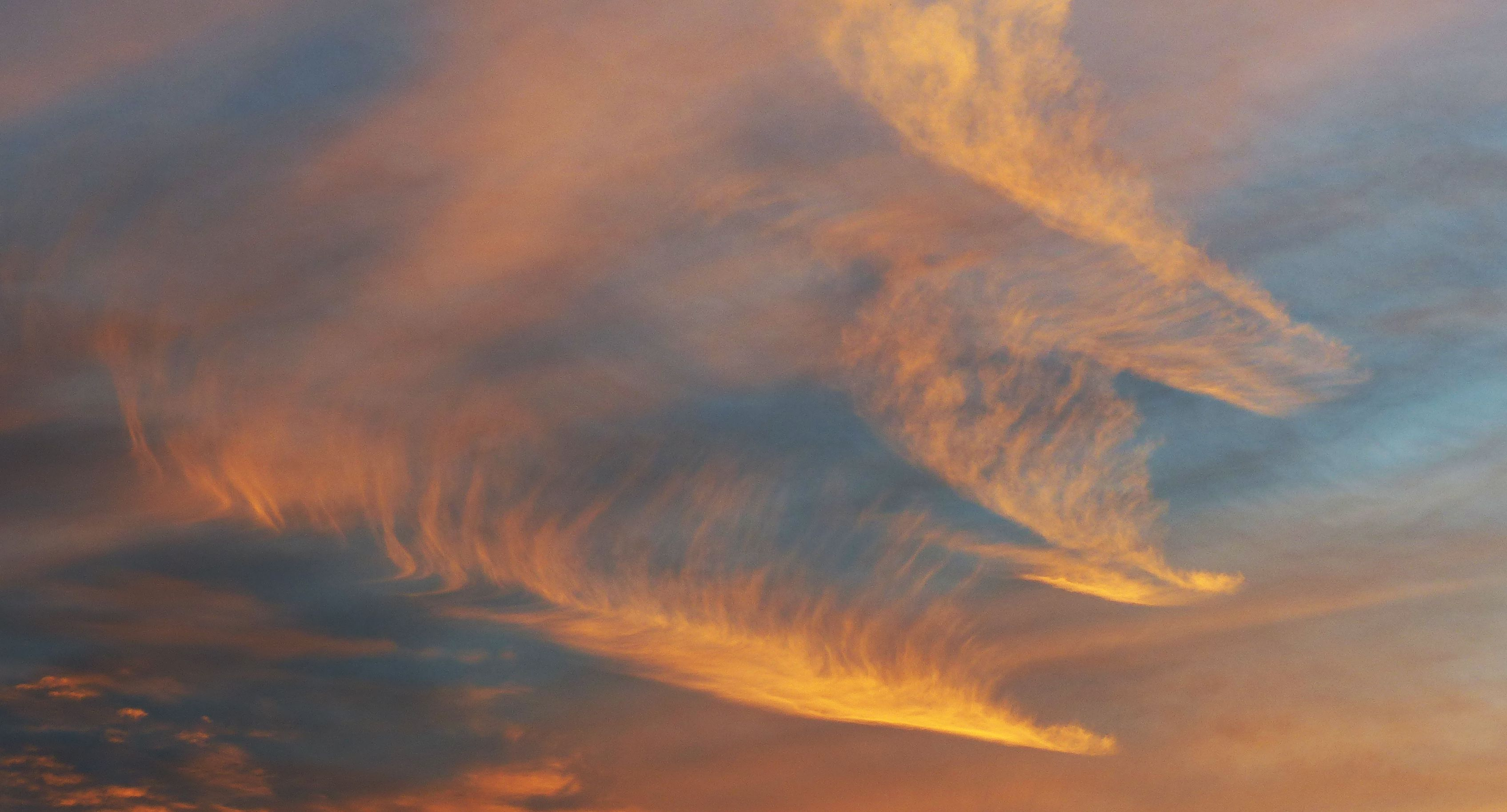
Cirrus vertebratus durante il crepuscolo. Si noti la colorazione che varia dal giallo al rosa
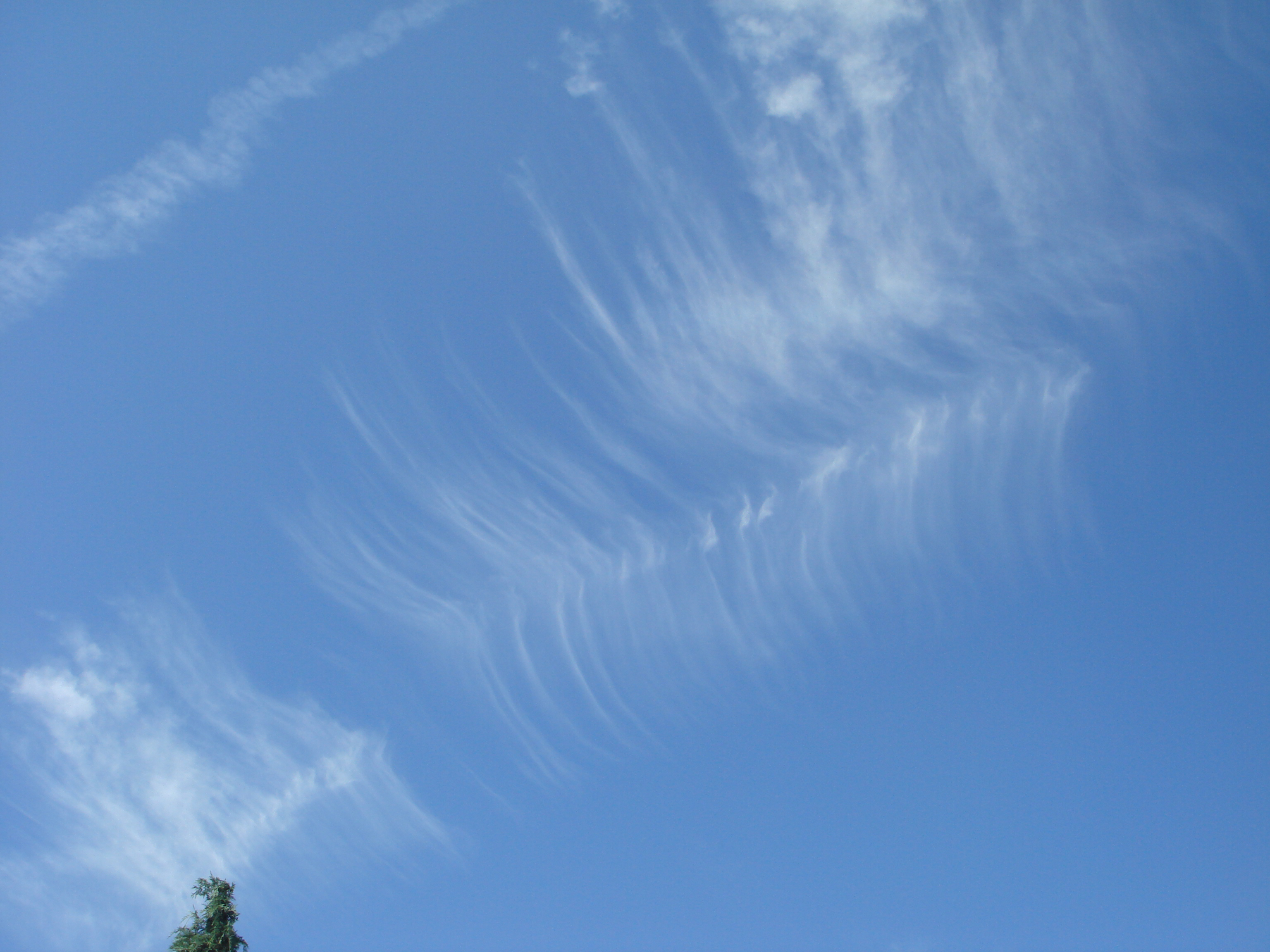
Cirrus uncinus vertebratus
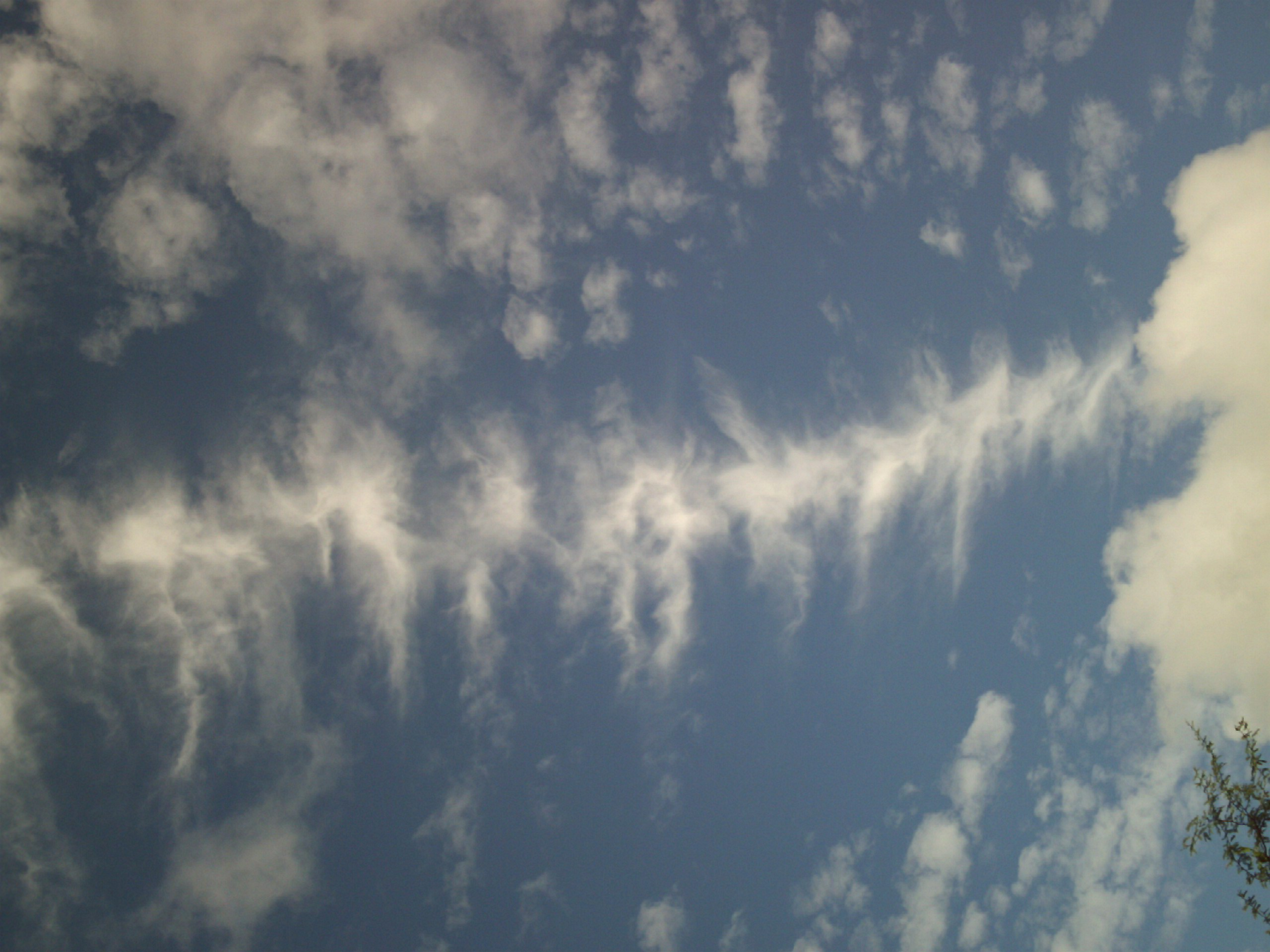
Cirrus intortus vertebratus
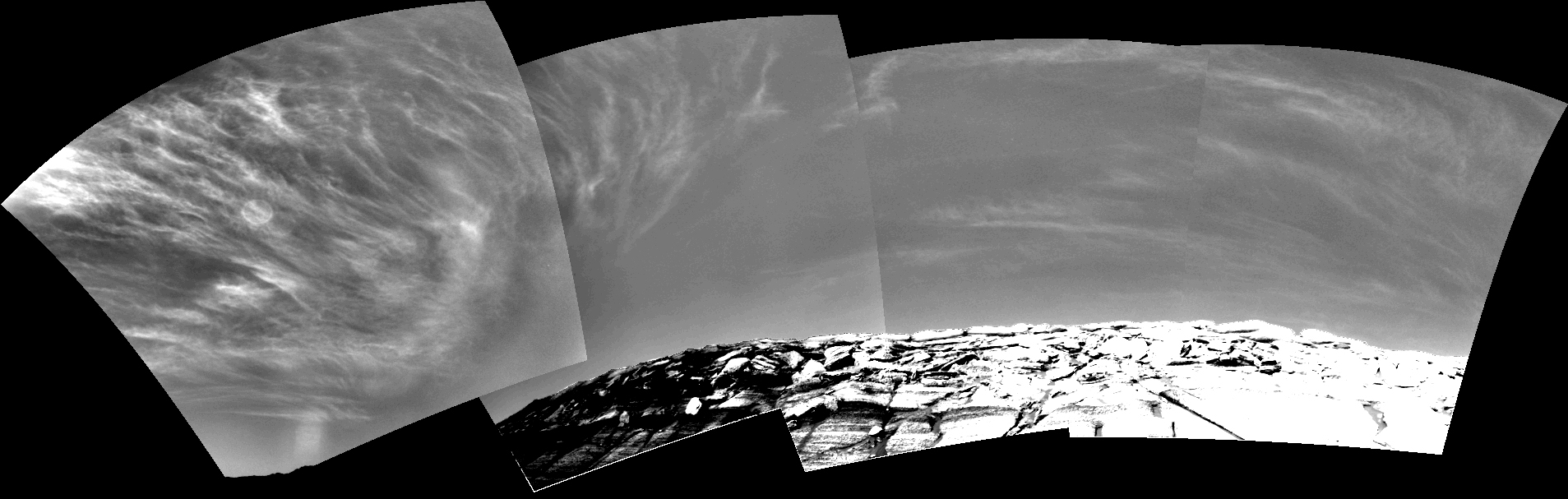
Cirri nel cielo di Marte